# Suaeda aegyptiaca
Suaeda aegyptiaca là loài thực vật có hoa thuộc họ Dền. Loài này được (Hasselq.) Zohary miêu tả khoa học đầu tiên năm 1957.

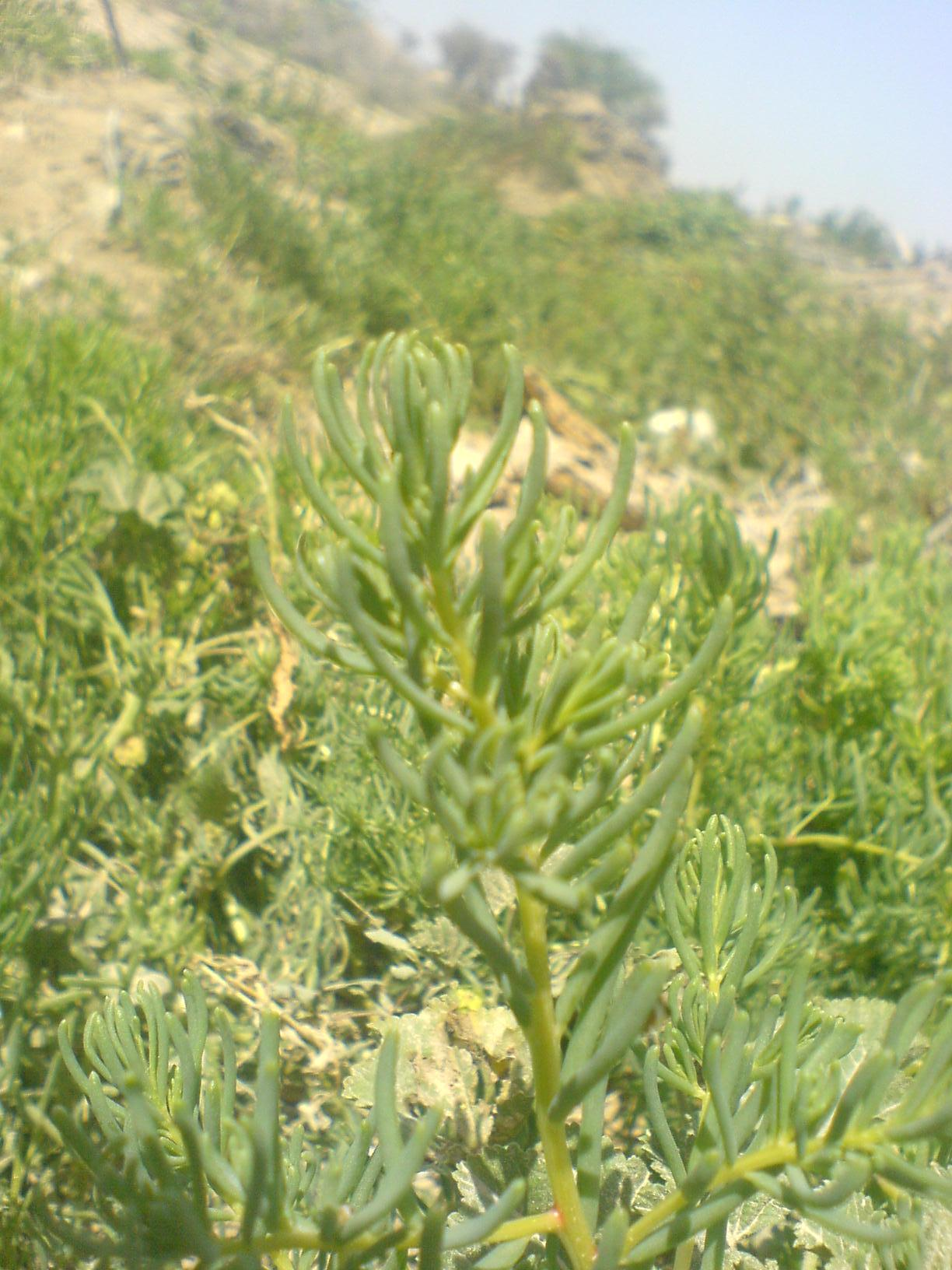
Suaeda aegyptiaca in South of Iran

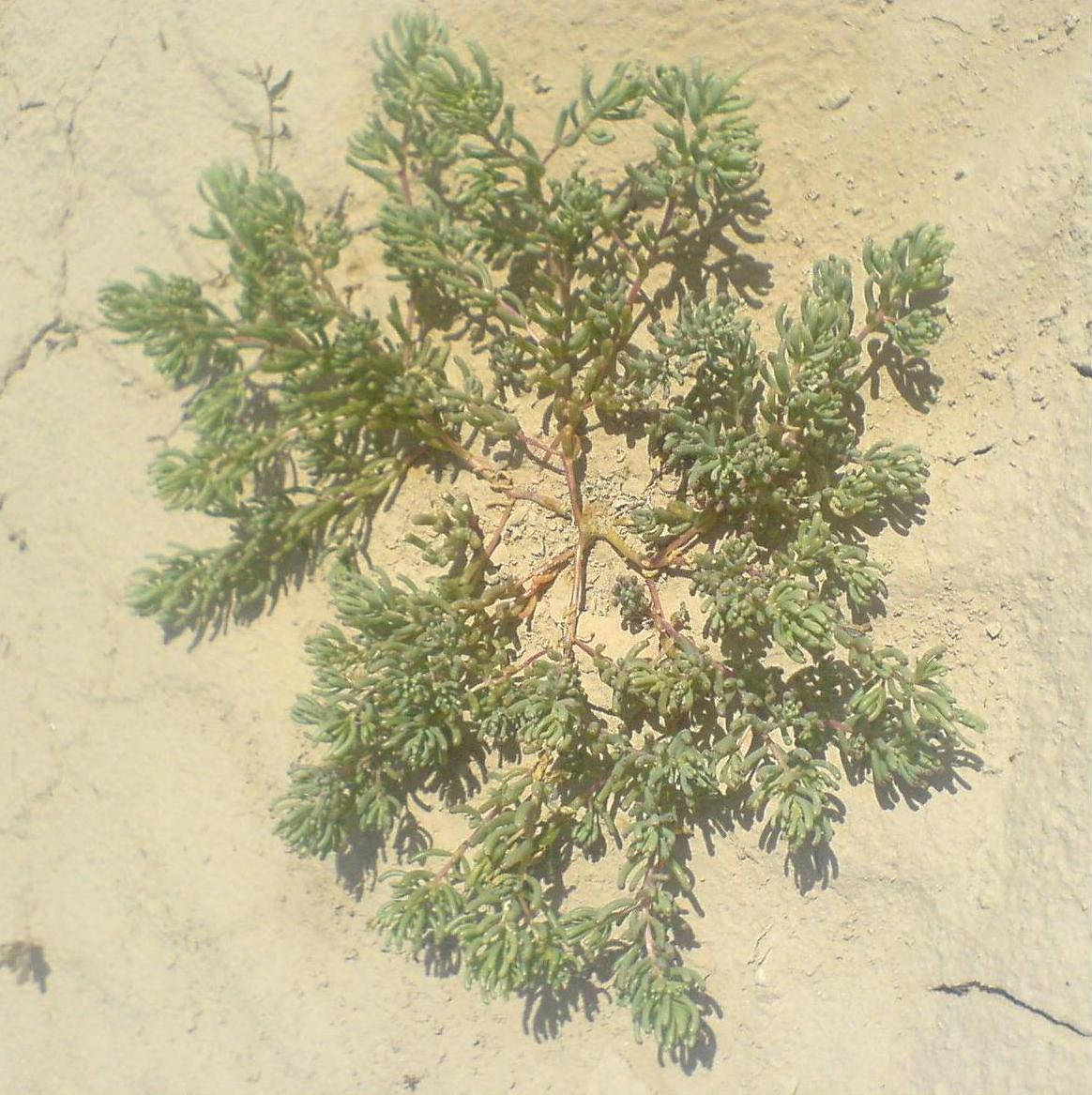
Suaeda aegyptiaca in South of Iran